# (500105) 2012 BQ84
(500105) 2012 BQ84 es un asteroide perteneciente al cinturón de asteroides, descubierto el 26 de enero de 2012 por el equipo del Pan-STARRS desde el Observatorio de Haleakala, Hawái, Estados Unidos.

## Designación y nombre
Designado provisionalmente como 2012 BQ84.

## Características orbitales
2012 BQ84 está situado a una distancia media del Sol de 2,311 ua, pudiendo alejarse hasta 2,529 ua y acercarse hasta 2,094 ua. Su excentricidad es 0,094 y la inclinación orbital 4,439 grados. Emplea 1284,03 días en completar una órbita alrededor del Sol.

## Características físicas
La magnitud absoluta de 2012 BQ84 es 18,3.